# Communauté de communes de Freyming-Merlebach
La Communauté de communes de Freyming-Merlebach est une communauté de communes française, située dans le département de la Moselle en région Grand Est.

## Histoire
Créé par arrêté préfectoral du 28 avril 1975, le « District de Freyming-Merlebach » regroupe les 7 communes de Barst, Betting, Cappel, Freyming-Merlebach, Guenviller, Hoste et Seingbouse.
En 1989, la commune de Farébersviller rejoint le district.
En 1990, les communes de Henriville et Béning-lès-Saint-Avold intègrent le district dont le périmètre sétend alors aux 10 communes du canton de Freyming-Merlebach.
Le 1er janvier 2002, par arrêté préfectoral du 3 décembre 2001, le district se transforme en Communauté de communes de Freyming-Merlebach ».
Le 14 novembre 2003, la commune de Hombourg-Haut devient la 11e commune de la communauté de communes.

## Composition
La communauté de communes est composée des 11 communes suivantes :

| Nom                        | Code Insee | Gentilé               | Superficie (km2) | Population (dernière pop. légale) | Densité (hab./km2) |
| -------------------------- | ---------- | --------------------- | ---------------- | --------------------------------- | ------------------ |
| Freyming-Merlebach (siège) | 57240      | Freyming-Merlebachois | 9,06             | 13 069 (2022)                     | 1 442              |
| Barst                      | 57052      | Barstois              | 5,79             | 571 (2022)                        | 99                 |
| Béning-lès-Saint-Avold     | 57061      | Béningeois            | 3,69             | 1 133 (2022)                      | 307                |
| Betting                    | 57073      |                       | 4,45             | 860 (2022)                        | 193                |
| Cappel                     | 57122      | Cappellois            | 5,97             | 679 (2022)                        | 114                |
| Farébersviller             | 57207      | Farébersvillois       | 6,88             | 5 226 (2022)                      | 760                |
| Guenviller                 | 57271      |                       | 4,74             | 681 (2022)                        | 144                |
| Henriville                 | 57316      | Henrivillois          | 3,95             | 753 (2022)                        | 191                |
| Hombourg-Haut              | 57332      |                       | 12,25            | 6 122 (2022)                      | 500                |
| Hoste                      | 57337      | Hostois               | 9,47             | 572 (2022)                        | 60                 |
| Seingbouse                 | 57644      | Seingbougeois         | 8,05             | 1 695 (2022)                      | 211                |

## Administration
Le Conseil communautaire est composé de 34 délégués.
| Période | Période  | Identité    | Étiquette | Qualité                                                                 |
| ------- | -------- | ----------- | --------- | ----------------------------------------------------------------------- |
| 1995    | En cours | Pierre Lang | UMP-LR    | Maire de Freyming-Merlebach (depuis 1995) Député (1993-1997, 2002-2012) |

## Partenariat
La Communauté de Communes de Freyming-Merlebach subventionne plusieurs institutions qui lui sont liées directement ou indirectement.

• L'Espace Théodore Gouvy est une salle de spectacle située à Freyming-Merlebach.